# Hildegardes Vianna
Hildegardes Cantolino Vianna (Salvador, 31 de março de 1919 – Salvador, 12 de junho de 2005) foi uma pesquisadora e folclorista brasileira, membra do Instituto Geográfico e Histórico da Bahia e professora da Universidade Federal da Bahia (UFBA), chamada de "a dama do folclore brasileiro".

## Biografia
Era filha de Antônio Vianna e Amália Cantolino. Seu pai foi poeta, escritor e também foclorista. Formou-se pela Faculdade de Direito e na Escola de Música e Artes Cênicas, ambas da UFBA, fazendo parte do corpo docente desta última ensinando dança folclórica e folclore musical. Especializou-se em etnologia, em Lisboa.
Começou sua participação na imprensa no extinto jornal "O Imparcial". Suas crônicas, publicadas ao longo dos anos no jornal A Tarde, renderam os livros "A Bahia já foi assim" (1973) e "Antigamente era assim" (1976).
Após sua morte doou seu vasto acervo folclorístico à Academia de Letras da Bahia, entidade na qual ocupava a cadeira número 36 e foi sucedida por José Carlos Capinam.